# Saint-Germain-des-Fossés
Saint-Germain-des-Fossés ist eine französische Gemeinde mit 3600 Einwohnern (Stand 1. Januar 2022) im Département Allier in der Region Auvergne-Rhône-Alpes; sie gehört zum Arrondissement Vichy und zum Kanton Vichy-1.

## Geografie

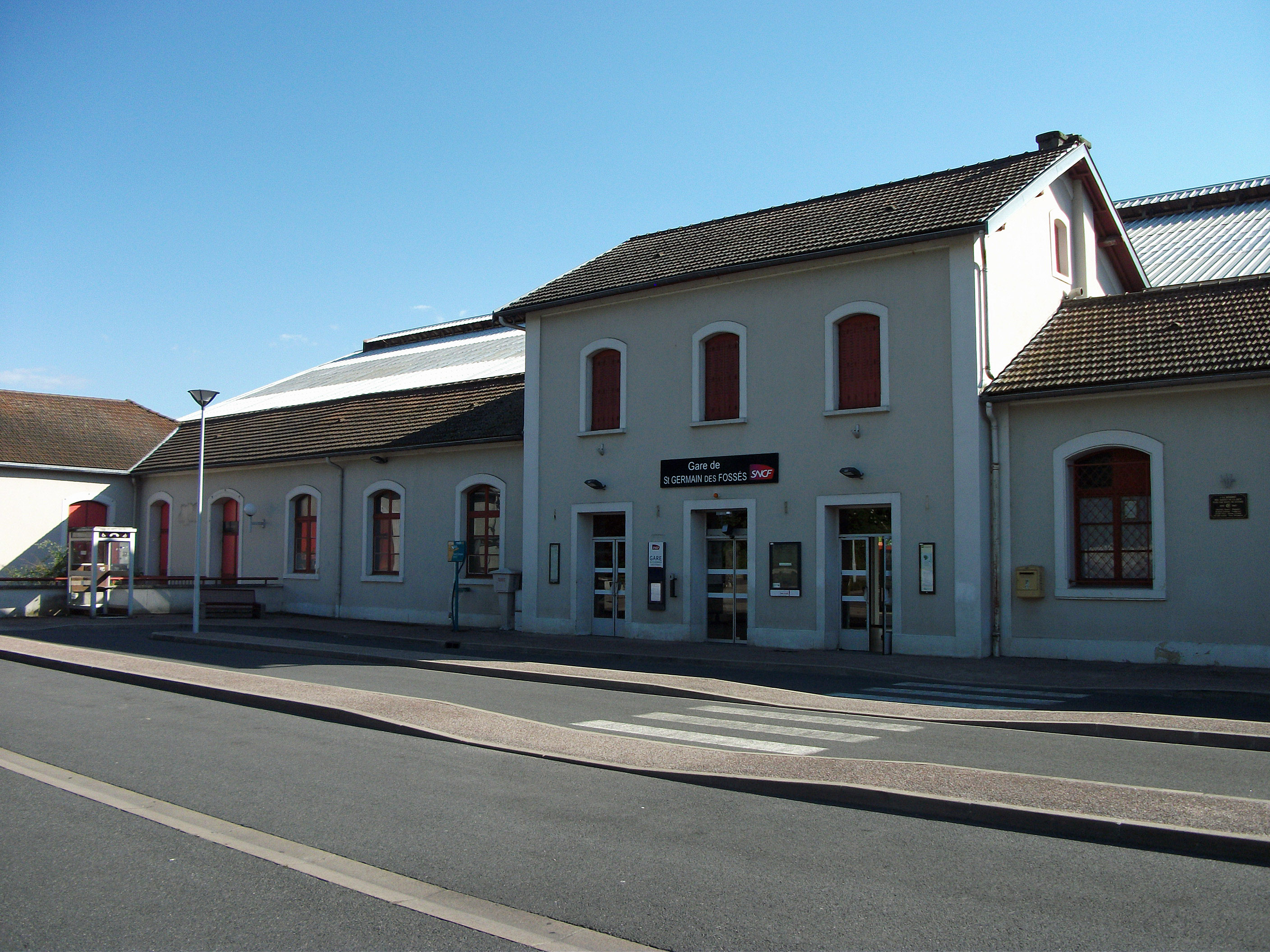
Bahnhofsgebäude

Die Gemeinde liegt sieben Kilometer nördlich des Stadtzentrums von Vichy, im Tal des Mourgon, der knapp nördlich des Ortszentrums in den Allier mündet. Zu Saint-Germain-des-Fossés gehört der Ortsteil Bourzat.
Der Bahnhof Saint-Germain-des-Fossés wurde 1854 mit dem Teilstück von Varennes-sur-Allier–Saint-Germain-des-Fossés der Bahnstrecke Moret-Veneux-les-Sablons–Lyon-Perrache in Betrieb genommen. Mit der Verlängerung der Strecke nach Roanne und der Inbetriebnahme der Strecke nach Nîmes 1855 und nach Darsac 1862 entwickelte sich der Bahnhof zu einem der wichtigsten Eisenbahnknoten im Zentralmassiv. Nördlich des Bahnhofs wurde ein Ringschuppen erstellt. Die Züge der Verbindung Lyon–Clermont-Ferrand mussten, bis zur Inbetriebnahme einer Verbindungskurve südlich des Bahnhofs im Jahr 2006, Kopf machen.
Heute wird der Bahnhof mehrheitlich von Zügen des TER Auvergne-Rhône-Alpes der Verbindung Moulins–Clermont-Ferrand bedient.

## Bevölkerungsentwicklung
| Jahr                       | 1962 | 1968 | 1975 | 1982 | 1990 | 1999 | 2007 | 2018 |
| Einwohner                  | 3526 | 3529 | 3771 | 3609 | 3727 | 3686 | 3676 | 3618 |
| Quellen: Cassini und INSEE |      |      |      |      |      |      |      |      |

## Sehenswürdigkeiten
- Kirche Notre-Dame, Monument historique[1]

Siehe auch: Liste der Monuments historiques in Saint-Germain-des-Fossés

## Gemeindepartnerschaften
- Mazzano in der italienischen Provinz Brescia